# محافظة العاصمة المقدسة
محافظة العاصمة المقدسة واحدة من محافظات المملكة العربية السعودية، وتُشكِّل مع ستة عشر محافظةً مجاورةً في منطقة مكة المكرمة. تبعد المحافظة 880 كم عن عاصمة المملكة الرياض، وتبعد 400 كم عن مدينة المدينة المنورة. وعن مدينة الطائف حوالي 75 كيلومترا في الاتجاه الشرقي،  وعلى بعد 72 كيلومترا من مدينة جدة.

## التقسيم الإداري
تُقسم مكة إدارياً إلى عشرة بلديات فرعية وتُقسم كل بلدية من هذه البلديات إلى أحياء، وتتميز أحياء مكة بتنوعها بين أحياء تاريخية تمتد جذورها إلى حقب الجاهلية ما زالت تحتفظ بأسمائها وأخرى حديثة النشأة مع التطور العمراني وهي:
- بلدية أجياد الفرعية: وتمتد من شعب عامر شمالا إلى مواقف كدي جنوباً، ومن أجياد السد وأنفاق الملك عبد العزيز شرقاً حتى شارع إبراهيم الخليل غرباً. وتضم أحياء المسفلة، أجياد، الطندباوي، وجبل عمر.
- بلدية الشرائع الفرعية: تمتد من بلدية الجموم وبلدية العمرة شمالاً، إلى الجبال الفاصلة بين العزيزية والشرائع جنوباً، ومن نطاق بلدية الشرائع الفرعية شرقاً، إلى بلدية المعابدة وبلدية العمرة غرباً. وتضم حي الشرائع.
- بلدية المعابدة الفرعية: تمتد من شارع الحجون ومخطط السفياني شمالاً، إلى أحياء الروضة والششة جنوباً، ومن جسر المعيصم ووادي جليل شرقاً، إلى أحياء ريع ذاخر، الجميزة غرباً. وتضم أحياء الجميزة، ريع ذاخر، الخنساء، الملاوي، جبل النور، المعيصم، وادي جليل، الغسالة، شارع الحج، الششة، الروضة.
- بلدية العزيزية الفرعية: تمتد من الششة وأسواق بن داوود شمالاً، إلى طريق الهدا والطريق الدائري الرابع جنوباً، ومن قمم الجبال الفاصلة بين المشاعر المقدسة والعزيزية شرقاً، إلى بطحاء قريش وجبل ثور غرباً. وتضم أحياء العزيزية، المرسلات، الجامعة، النسيم، العوالي.
- بلدية المسفلة الفرعية: تمتد من الطريق الدائري الثاني وطريق أم القرى شمالاً، إلى الطريق الدائري الثالث ماراً بمواقف حجز السيارات بكدي جنوباً، ومن طريق الأمير متعب بن عبد العزيز شرقاً، إلى الطريق الدائري الثالث غرباً. وتضم أحياء المسفلة، النكاسة، كدي القديمة، الهجرة، جبل غراب، حي الحسنان.
- بلدية العتيبية الفرعية: تمتد من شارع الحج مع امتداد الطريق الدائري الثالث عبر المنفذ حتى سوق الحجاز شمالاً، إلى أنفاق السليمانية حتى تقاطع شارع المنصور مع طريق أم القرى جنوباً، ومن السليمانية وجبل السيدة شرقاً، إلى مخطط الصبان ومخطط القزاز غرباً. وتضم أحياء الحجون، الأندلس، العتيبية، البيبان، الشهداء، الزهراء، النزهة، الضيافة، الزاهر.
- بلدية الشوقية الفرعية: وتمتد من الطريق الدائري الثالث شمالاً، إلى حدود بلدية الليث جنوباً، ومن حي العزيزية شرقاً، إلى طريق جدة السريع ومنطقة الشميسي غرباً. وتضم أحياء الزهور، الكعكية، العكيشية، الأشراف، السبهاني، الخالدية، الشوقية، المحمدية، الشافعي، إسكان الملك فهد، الهدا، الوسيق، بطحاء قريش، الهجرة، كدي، الحسينية، ولي العهد، السلولي، أم الكتاد، الرأفة، الخياط، بن يعقوب، المروة.
- بلدية الغزة الفرعية: تمتد من الطريق الدائري الثاني شمالاً إلى المسجد الحرام جنوباً، ومن جبل خندمة شرقاً حتى شارع المنصور والتقاطع مع شارع أم القرى غرباً. وتضم أحياء شعب عامر، شعب علي، القرارة، النقا، حارة الباب، الشامية، جرول، التيسير، ميدان الغزاوي، القشلة، حارة السادة، الروائع.
- بلدية العمرة الفرعية: تمتد من حجز السيارات النوارية شمالاً، إلى وزارة الحج سابقاً جنوباً، ومن طريق أم الجود شرقاً، إلى منطقة الشميسى وطريق مكة جدة السريع. ويضم هذا البلدية العديد من المعالم مثل طريق مكة جدة السريع، بوابة مكة على هذا الطريق، مسجد التنعيم، ومصنع كسوة الكعبة في أم الجود.
- بلدية بحرة الفرعية: تمتد من شارع مخطط بن لادن شمالاً، إلى شارع مصنع العمودي جنوباً، ومن شارع الحديقة شرقاً، إلى شارع مدرسة بحرة الثانوية غرباً.

## المهام
1. التخطيط العلمي الشامل والمتابعة والتقييم لمخطط تنمية حاضر ومستقبل العاصمة المقدسة في إطار إستراتيجية التنمية الشاملة للدولة على المدى القصير والمتوسط والبعيد.
2. إعداد المخططات الشاملة والتفصيلية للعاصمة المقدسة على ضوء نتائج الدراسات التخطيطية والتنسيق مع الجهات المعنية للعمل على وضعها موضع التنفيذ.
3. تنفيذ المخططات العمرانية التفصيلية بما يتفق مع المخطط العام المعتمد والقيام بجميع أعمال الرفع المساحي.
4. التنسيق والتعاون بين الأمانة والأجهزة الحكومية المختصة في مجال تنفيذ المشاريع بالمدينة بما يضمن المحافظة على سلامة المرافق البلدية، وراحة السكان وجمال المدينة.
5. القيام بتنفيذ النظام المعتمد لتسميات وترقيم الأحياء والشوارع والمنازل وتطبيقها على المخططات المعتمدة.
6. إجراء الدراسات وإعداد التصاميم للمشروعات والإشراف على تنفيذ المشاريع التي تنفذها الأمانة أو التي يعهد بتنفيذها إلى شركات أو جهات أخرى.
7. القيام بالصيانة الدورية للطرق والكباري والأرصفة ومجاري السيول بالعاصمة المقدسة، ودرء خطر السيول والأمطار.
8. الإشراف على صيانة كافة المرافق البلدية بمكة المكرمة والمشاعر المقدسة.
9. القيام بالصيانة الدورية لأجهزة وسائل الإنارة العامة وصيانة الأنفاق سواء في مكة المكرمة أو المشاعر المقدسة.
10. الترخيص بإقامة الإنشاءات والأبنية وجميع التمديدات العامة والخاصة ومراقبتها.
11. توزيع الأراضي للمنح حسب الأنظمة والتعليمات والكتابة لوزارة العدل لإصدار صكوك لأصحاب المنح والزوائد التنظيمية المباعة والمنتهية إجراءاتها.
12. حصر الأراضي الحكومية والمحافظة عليها وتأمين ملكيتها للدولة.
13. فحص ملكيات العقارات.
14. نزع ملكية العقارات للمنفعة العامة، والعمل على تنفيذ ومراقبة تطبيق الأنظمة واللوائح والتعليمات المعتمدة الخاصة بإدارة شئون التقديرات ونزع الملكية.
15. منع وإزالة التعدي على أملاكها الخاصة والأملاك العامة.
16. المحافظة على مظهر العاصمة المقدسة وإنشاء الحدائق والساحات والمنتزهات وتنظيمها وإدارتها ومراقبتها.
17. المحافظة على نظافة مكة المكرمة والمشاعر المقدسة في الأيام العادية بصفة عامة وفي أيام الذروة الخاصة بالمواسم والحج بصفة خاصة حيث يتم وضع خطة التشغيل الخاصة بأعمال النظافة من حيث العمالة والمعدات الكنس والجرولة والنقل والتحميل، ويتم تنفيذها بواسطة المقاول المختص ومتابعة التنفيذ والتعقيم عن طريق الإدارة العامة للنظافة وأجهزة الإشراف على النظافة بالبلديات الفرعية.
18. وقاية الصحة العامة وردم البرك والمستنقعات والقيام بأعمال الوقاية الصحية من رش وتطهير.
19. مراقبة المواد الغذائية والاستهلاكية والإشراف على تموين المواطنين وزوار وحجاج بيت الله الحرام بها ومراقبة أسعارها وأسعار الخدمات العامة بالتنسيق مع الجهات المختصة.
20. إنشاء الأسواق وتحديد مراكز البيع.
21. إنشاء المسالخ وتنظيمها والإشراف على وحدات الذبح بالمشاعر المقدسة خلال موسم الحج.
22. الترخيص بمزاولة الحرف والمهن وفتح المحلات العامة ومراقبتها صحياً وفنياً.
23. المحافظة على السلامة والراحة وبصورة خاصة اتخاذ الإجراءات اللازمة بالاشتراك مع الجهات المعنية لدرء وقوع الحرائق وإطفائها وهدم الأبنية الآيلة للسقوط أو الأجزاء المتداعية منها.
24. تحديد مواقف الباعة المتجولين والسيارات بالاتفاق مع الجهات المختصة.
25. الإشراف على انتخابات وترشيح رؤساء الحرف والمهن ومراقبة أعمالهم وحل الخلافات التي تحدث بينهم.
26. حماية الأبنية الأثرية بالتعاون مع الجهات المختصة.
27. تشجيع النشاط الثقافي والرياضي والاجتماعي والمساهمة فيه بالتعاون مع الجهات المعنية.
28. التعاون مع الجهات المختصة لمنع التسول.
29. إنشاء المقابر والمغاسل وتسويرها وتنظيفها والقيام بخدمات تجهيز ونقل ودفن الموتى.
30. تلافي أضرار الحيوانات السائبة والكاسرة.
31. العمل على راحة وإسكان حجاج بيت الله الحرام بمراقبة تنفيذ الشروط والواجب توافرها في المساكن التي ترغب أصحابها تأجيرها للحجاج من حيث النواحي الإنشائية والصحية وتمديدات الكهرباء وتقدير الحمولة الكلية للصرف وتوفير المياه العذبة مع توفير وسائل السلامة بالاشتراك مع الجهات المعنية.
32. تحصيل الإيرادات البلدية وتنميتها وتطبيق لائحة الجزاءات والغرامات على المخالفين.
33. تنفيذ المشروعات الاستثمارية بعد إجراء الدراسات المتعلقة بتنمية الاستثمارات البلدية في ضوء خطط التنمية ودراسة الجدوى الاقتصادية للمشروعات الاستثمارية وتأثيرها على الحركة الاقتصادية للعاصمة المقدسة.

## وصلات خارجية
- أمانة العاصمة المقدسة.
- بوابة إمارة منطقة مكة المكرمة.